# Luis Ernesto Castro
Luis Ernesto Castro (Montevideo, 31 luglio 1921 – Montevideo, 17 dicembre 2002) è stato un calciatore uruguaiano.

## Carriera
Soprannominato Mandrake, era fratello di altri due calciatori, Braulio (che militò nel Peñarol e fu campione sudamericano nel 1935 con la maglia della nazionale uruguaiana) ed Enrique (che con Luis Ernesto militò nel Nacional e fu campione sudamericano nel 1942).
Luis Ernesto Castro legò il suo nome al Nacional, di cui fece parte del formidabile quintetto d'attacco (assieme ad Atilio García, Aníbal Ciocca, Roberto Porta e Bibiano Zapirain) che guidò i tricolores a cinque titoli nazionali consecutivi tra il 1939 e il 1943. Con il Nacional siglò in tutto 166 goal in 274 partite.
In nazionale vinse il Campeonato Sudamericano nel 1942 e prese parte al mondiale del 1954, conclusosi con un quarto posto per l'Uruguay.

## Palmarès

### Club

#### Competizioni nazionali
- Campionato uruguaiano: 7

Nacional: 1939, 1940, 1941, 1942, 1943, 1946 e 1947.

### Nazionale
- Campeonato Sudamericano de Football: 1

Uruguay: 1942